# Опись имущества
1. Опись имущества — это процедура, которая представляет собой перечисление предметов, составляющих имущество. В уголовном процессе опись имущества имеет место при таком процессуальном действии, как арест имущества. Она применяется для обеспечения исполнения приговора в части гражданского иска и других имущественных взысканий или возможной конфискации имущества, полученного в результате преступных действий либо нажитого преступным путём. В данном случае прокурор, а также дознаватель или следователь с согласия прокурора возбуждает перед судом ходатайство о наложении ареста на имущество подозреваемого, обвиняемого или лиц, несущих по закону материальную ответственность за их действия.
2. Опись имущества — акт, составляемый для обеспечения взыскания имущества по исполнительным документам судебным исполнителем либо другими лицами, имеющими право налагать арест на имущество. В опись не может быть включено имущество, на которое по закону не допускается обращения взыскания.